# سلوى بكر
سلوى بكر (ولدت في القاهرة سنة 1949) هي روائية وناقدة مصرية، يدور الكثير من أعمالها الأدبية في أجواء تاريخية.

## حياتها
تنحدر سلوى بكر من أسرة متواضعة من حي المطرية بالقاهرة. توفي والدها ـ الذي كان يعمل في السكك الحديدية ـ مبكرًا فتحملت أمها مسؤولية الأسرة.
بدأ حبها للقراءة في بيت أهل أمها، الذين كانت لديهم مكتبة كبيرة، إلى جانب المدرسة التي كانت تخصص حصة للقراءة الحرة.
حصلت على بكالوريوس إدارة الأعمال من كلية التجارة بجامعة عين شمس سنة 1972، وانخرطت أثناء دراستها الجامعية في الحركة الطلابية، عُينت سنة 1974 مفتشة تموين، وظلت في عملها هذا حتى سنة 1980. حصلت سنة 1976 على درجة الليسانس في النقد المسرحي، وعملت عقب ذلك ناقدة للأفلام والمسرحيات، قبل أن تبدأ بشق طريقها الأدبي في منتصف الثمانينيات.
عاشت سلوى بكر مع زوجها في قبرص، حيث عملت لعدة سنوات ناقدة سينمائية في عدد من المجلات الصادرة بالعربية، قبل أن تعود إلى مصر سنة 1986.
اعتُقلت سلوى بكر أثناء إضراب عمال الحديد والصلب سنة 1989، وأتاحت لها تجرية الاعتقال فرصة الاختلاط بالسجينات الجنائيات في سجن القناطر، وكانت هي السجينة السياسية الوحيدة بينهن، ونتج عن هذه الفترة رواية "العربة الذهبية لا تصعد إلى السماء"، التي تدور أحداثها في عالم السجن النسائي، وعلاقته بوضع المرأة في المجتمع.
تعمل سلوى بكر أستاذًا زائرًا بالجامعة الأمريكية في القاهرة منذ سنة 2001.

## الأعمال الأدبية
- حكاية بسيطة (أولى مجموعاتها القصصية، نشرتها على نفقتها الخاصة): 1979.[3]
- مقام عطية (رواية وقصص قصيرة): دار الفكر للدراسات والنشر والتوزيع، القاهرة، 1984.[8]
- زينات في جنازة الرئيس، القاهرة، 1986.[8]
- العربة الذهبية لا تصعد إلى السماء (رواية): سينا للنشر، القاهرة، 1991.[9]
- عجين الفلاحة (مجموعة قصصية): سينا للنشر، القاهرة، 1992.[9]
- وصف البلبل (مجموعة قصصية): سينا للنشر، القاهرة، 1993.[8][9]
- أرانب، وقصص أخرى (مجموعة قصصية): سينا للنشر، القاهرة، 1994.[9]
- إيقاعات متعاكسة (مجموعة قصصية): دار النديم، القاهرة، 1996.[9]
- البشموري (رواية): روايات الهلال، القاهرة، 1998.[9]
- نونة الشعنونة (رواية): الهيئة المصرية العامة للكتاب، القاهرة، 1999.[9]
- حلم السنين (مسرحية): الهيئة المصرية العامة للكتاب، القاهرة، 2002.[3][9]
- سواقي الوقت (رواية): دار الهلال، القاهرة، 2003.[9]
- شعور الأسلاف (مجموعة قصصية): مكتبة مدبولي، القاهرة، 2003.[9]
- كوكو سودان كباشي (رواية): دار ميريت، القاهرة، 2004.[8]
- أدماتيوس الألماسي (رواية): المجلس الأعلى للثقافة، القاهرة، 2006.[8]
- من خبر الهناء والشفاء (مجموعة قصصية): دار عين للنشر، القاهرة، 2006.[8]
- الصفصاف والآس (رواية): الهيئة المصرية العامة للكتاب، القاهرة، 2010.[3][9]
- وردة أصبهان (مجموعة قصصية): الهيئة المصرية العامة للكتاب، القاهرة، 2010.[9]

## الجوائز
- جائزة دويتشه فيله للآداب عن قصصها القصيرة (ألمانيا، 1993)[1][6]

## أسرتها
سلوى بكر متزوجة من منير الشعراني وأم لولدين.